# Epialtoides rostratus
Epialtoides rostratus is een krabbensoort uit de familie van de Epialtidae. De wetenschappelijke naam van de soort is voor het eerst geldig gepubliceerd in 1972 door Coelho.